# 과산화 칼륨
과산화 칼륨(過酸化─, potassium peroxide)은 화학식 K2O2를 갖는 무기 화합물이다.
산화 칼륨(K2O), 초산화 칼륨(KO2)과 더불어 칼륨이 대기 중 산소와 반응하면서 형성된다.

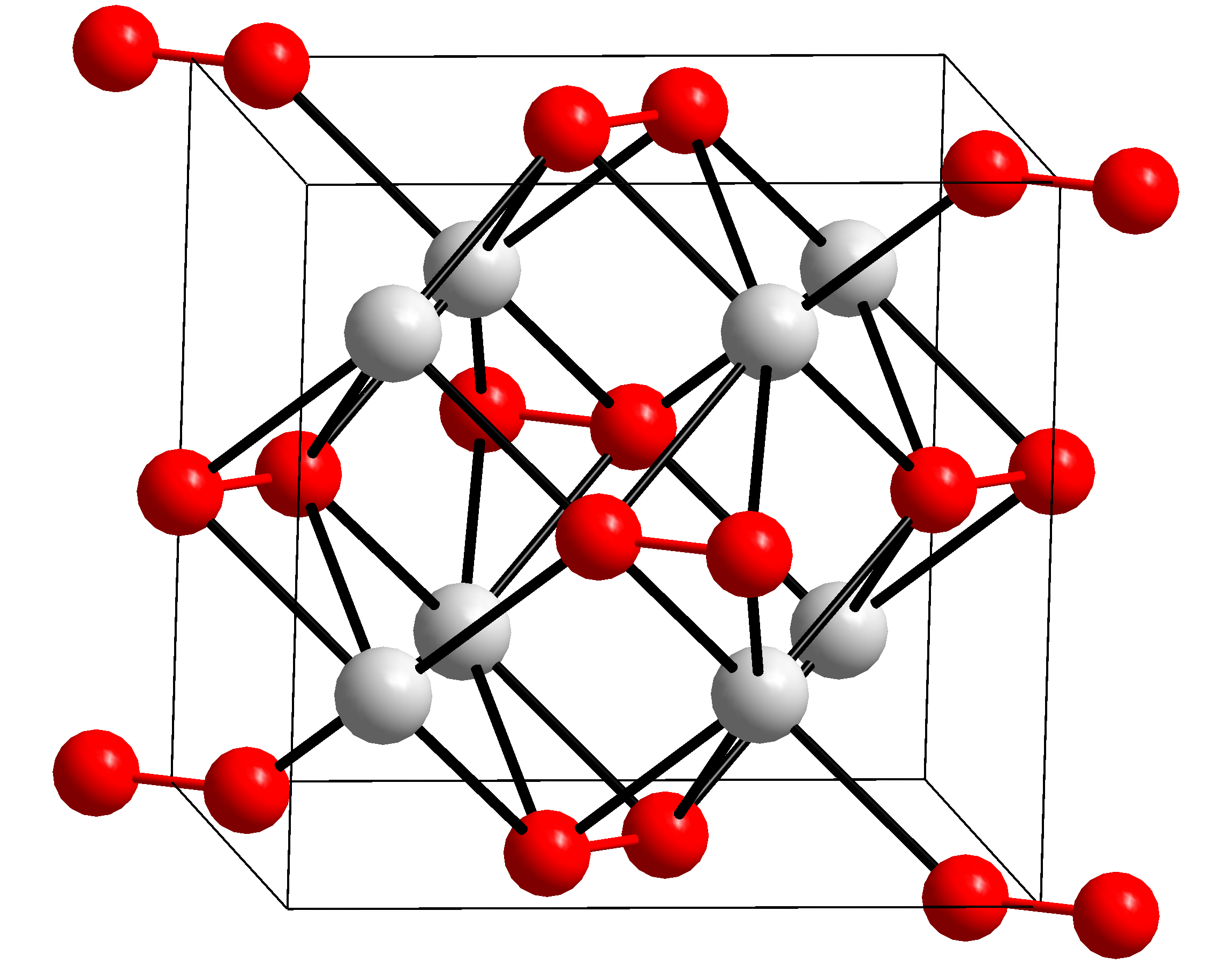
결정 구조

과산화 칼륨은 물과 반응하면 수산화 칼륨과 산소를 만들어낸다:
{\displaystyle {\ce {2K2O2 + 2H2O -> 4KOH + O2 (^)}}}